# Clase magistral

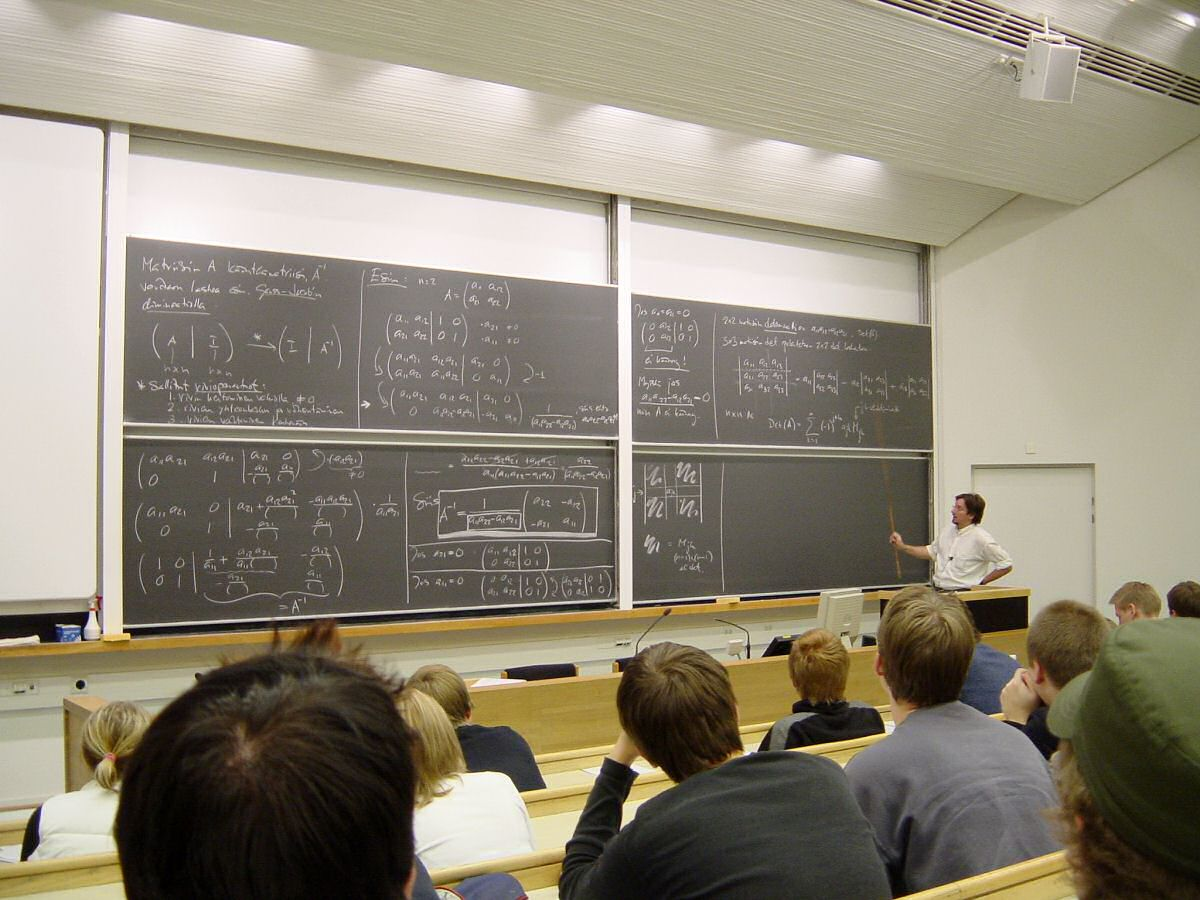
Presentación oral en la Universidad Politécnica de Helsinki a un auditorio de estudiantes, en relación con un tema vinculado con la matemática; fecha: 31 de mayo de 2005.

Una clase magistral  es una clase llevada a cabo en un aula a cargo de un profesor acreditado. En las universidades antiguas solía consistir simplemente en una lectura comentada, aunque actualmente, la lección o enseñanza puede incluir asimismo variados medios audiovisuales, y otras formas de interacción entre profesores y alumnos.
También se conoce como "clase magistral" toda aquella lección o presentación en la que el docente es el protagonista de la enseñanza, es decir el profesor habla, el grupo de alumnos escucha, y ocasionalmente alguno de ellos interviene, preguntando o expresando algún comentario o alguna duda.
En la escuela tradicional, lo que se acaba de describir es la típica escena que se suele encontrar en las aulas. En cambio, las nuevas pedagogías intentan cambiar esta situación, tratando que el alumno sea el protagonista de su propio aprendizaje, y en ciertos casos asignando al maestro el rol de un mero guía/acompañante.

## Galería
| |
| Clase magistral en la Universidad Técnica de Aquisgrán, en Renania del Norte-Westfalia, Alemania; año 2005. |

|                                             |
| Clase de Henricus de Alemannia sobre ética. |

|                                                       |
| Rembrandt "Lección de anatomía del Dr. Nicolaes Tulp" |

|                                                                                    |
| Una de las reuniones de la Conferencia Wikimedia 2016; fecha: 22 de abril de 2016. |

|                                                                                            |
| Guías juveniles del sector árabe del movimiento juvenil israelí "Trabajando y estudiando". |

|                                                                 |
| Clase en la Askov Folk High School, pintura de Erik Henningsen. |